# Коротков, Алексей Андреевич
Алексе́й Андре́евич Коротко́в (25 февраля 1910, Оса, Пермская губерния — 2 февраля 1967, Ленинград) — советский химик-органик, член-корреспондент АН СССР (1958), Герой Социалистического Труда (1963), лауреат Ленинской премии (1967).

## Биография
Родился 12 (25) февраля 1910 года в городе Оса Пермской губернии.
Окончил школу в Перми и Ленинградский химико-технологический институт по специальности «Синтез каучука» (1931, до этого в 1927—1930 годы учился на химическом факультете ЛГУ).
В 1931—1945 годах работал на заводах синтетического каучука. Член ВКП(б) с 1942 г.
С 1945 года научный сотрудник ВНИИ синтетического каучука (ВНИИСК) имени С. В. Лебедева. С 1953 года одновременно заведующий лабораторией в Институте высокомолекулярных соединений Академии наук СССР (Ленинград).
В 1950 году впервые в мире получил стереорегулярный изопреновый каучук СКИ-1, по структуре и свойствам аналогичный натуральному.
Автор трудов по каталитической полимеризации, получению каучуков регулярного строения.
Член-корреспондент АН СССР с 20 июня 1958 года по Отделению химических наук (химия высокомолекулярных соединений).

Могила на Серафимовском кладбище

Умер 2 февраля 1967 года. Похоронен на Серафимовском кладбище (участок № 27).
На здании пермской гимназии № 17 установлена мемориальная доска А. А. Короткову.

## Звания и награды
Указом Президиума Верховного Совета СССР («закрытым») от 19 марта 1963 года за большие успехи, достигнутые в разработке и создании промышленной технологии получения новых видов высококачественных синтетических каучуков, присвоено звание Героя Социалистического Труда.
Ленинская премия 1967 года (посмертно) — за участие в комплексе работ по созданию стереорегулярных каучуков и технологии их промышленного получения.
Награждён орденом Трудового Красного Знамени (28.12.1953), медалью «За трудовое отличие» (17.05.1939).